# Peter Dürr
Peter Dürr (ur. 10 lutego 1960 w Monachium) – niemiecki narciarz alpejski, reprezentant RFN. Zajął 17. miejsce w kombinacji na igrzyskach w Calgary. Nie startował na mistrzostwach świata. Najlepsze wyniki w Pucharze Świata osiągnął w sezonie 1987/1988, kiedy to zajął 54. miejsce w klasyfikacji generalnej.
Jego córki: Katharina i Lena również uprawiają narciarstwo alpejskie.

## Sukcesy

### Puchar Świata

#### Miejsca w klasyfikacji generalnej
- 1981/1982 – 73.
- 1982/1983 – 85.
- 1983/1984 – 87.
- 1984/1985 – 98.
- 1987/1988 – 54.
- 1988/1989 – 86.

#### Miejsca na podium
1. Schladming – 29 stycznia 1988 (zjazd) – 3. miejsce